# فينسنت أند ثيو
فينسنت أند ثيو (بالإنجليزية: Vincent & Theo)‏ هو فيلم درامي عن سير حياة الفنان الهولندي فينسنت فان جوخ عام 1990 وشقيقه ثيو. أخرج الفيلم روبرت التمان ، ومن بطولة تيم روث وبول ريز في أدوار بطولة.

## روابط خارجية
- فينسنت أند ثيو على موقع IMDb (الإنجليزية)
- فينسنت أند ثيو على موقع ميتاكريتيك (الإنجليزية)
- فينسنت أند ثيو على موقع روتن توميتوز (الإنجليزية)
- فينسنت أند ثيو على موقع نتفليكس (الإنجليزية)
- فينسنت أند ثيو على موقع ألو سيني (الفرنسية)
- فينسنت أند ثيو على موقع Turner Classic Movies (الإنجليزية)
- فينسنت أند ثيو على موقع أول موفي (الإنجليزية)
- فينسنت أند ثيو على موقع بوكس أوفيس موجو (الإنجليزية)
- فينسنت أند ثيو على موقع فيلمافينيتي (الإسبانية)
- فينسنت أند ثيو على موقع قاعدة بيانات الفيلم (الإنجليزية)